# Émeraude de Cozumel
Cynanthus forficatus
Espèce
Statut de conservation UICN

 LC  : Préoccupation mineure
Statut CITES
L'Émeraude de Cozumel (Cynanthus forficatus) est une espèce de colibris de la sous-famille des Trochilinae et de la tribu des Trochilini.

## Distribution
L'Émeraude de Cozumel est endémique de l'île de Cozumel au Mexique.

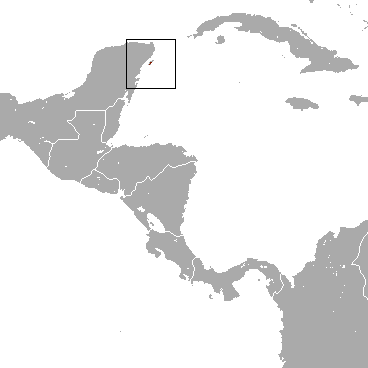
Carte de répartition de l'espèce

## Référence
(en) « Neotropical Birds Online », Cornell Lab of Ornithology, 28 juin 2011